# Медаль «За защиту Севастополя»
Медаль «За защиту Севастополя» — государственная награда Российской империи. Учреждена в ознаменование завершения Крымской войны (1853—1856). Эта награда считается первой российской медалью, выданной не за победу или взятие, а за оборону.

## Основные сведения
Медаль «За защиту Севастополя» предназначалась участникам обороны Севастополя (1854—1855). Учреждена 26 ноября 1855 года по указу Александра II, который был дан военному министру.

## Порядок награждения
Медалью «За защиту Севастополя» награждались следующие лица:
- военнослужащие, составлявшие гарнизон Севастополя во время обороны: генералы, офицеры, нижние чины, как строевые, так и нестроевые;
- все лица, находившиеся или временно пребывавшие в Севастополе по долгу службы во время боевых действий;
- жители города, участвовавшие в сражениях;
- женщины, работавшие в госпиталях или оказавшие иные заслуги;
- моряки, участвовавшие в обороне (с 5 декабря 1855 года)[6][7];
- слуги офицеров, которые участвовали в боевых действиях на южной стороне Севастополя (с 16 марта 1856 года). Награждались в том числе слуги, бывшие крепостными[8][9].

 //Данный портрет здесь неуместен, т.к. на нём изображён офицер, награждённый медалью «В память войны 1853—1856» светлой бронзы на андреевской ленте, в то время как статья о медали «За защиту Севастополя» на георгиевской ленте (медаль, как следует из её описания серебряная).//

## Описание медали
Материал — серебро. Диаметр — 28 мм. На лицевой стороне изображены вензели императоров Николая I и Александра II. Над каждым вензелем располагалась большая императорская корона.
На реверсе, под окружённым сиянием Всевидящим Оком, в центре медали надпись в четыре строки:
СЪ 13 СЕНТЯБРЯ
1854
ПО 28 АВГУСТА
1855.
Это даты обороны Севастополя. Вдоль бортика медали по кругу надпись более крупным шрифтом: «ЗА ЗАЩИТУ СЕВАСТОПОЛЯ».
Авторы рисунка медали — медальеры Санкт-Петербургского монетного двора А. П. Лялин и В. В. Алексеев. Штемпеля медали были изготовлены в декабре 1855 года. На Санкт-Петербургского монетного дворе в 1855—1856 годах изготовлено более 253 000 медалей. Известны также фрачные варианты медали․

## Порядок ношения
Медаль имела ушко для крепления к колодке или ленте. Носить медаль следовало на груди. Лента медали — Георгиевская.

## Изображения медали
- Аверс
- Реверс